# マスキュリズム

マスキュリズムのシンボル

マスキュリズム（英: masculism）とは、フェミニズムの主体を男性に置き換えた概念として、ワレン・ファレルが提唱した概念である。
マスキュリズムの推進者や同調者のことを、マスキュリストと呼ぶ。

## 概要
提唱者やその支持者は男性に対する性差別（男性差別）の撤廃を目指す思想や運動と定義している。ただ、場合によっては反フェミニズム的な主張であることを指すケースがある。例えば、日本の代表的なマスキュリストである評論家の千葉展正は『男と女の戦争 反フェミニズム入門』を上梓するなどの活動を行っている。
マスキュリストは、フェミニズムが浸透して以降、女性の権利が強調されたために男性の立場が悪くなっていると主張している。マスキュリズムの中にも様々な立場が存在し、男女平等の権利を求めるものから、女性の権利の完全な廃止を求めるものまで存在している。
以下のようなことが主張されている。
- 徴兵制などの身体的な男性差別を、男女間の体力の平均値の差を論拠にして正当化することはできない。女性並の体力しかない男性への配慮が欠けており、それ以外の男性に対しても体力差を超えた負担が課せられるためである。
- もともと参政権は、男性が徴兵制の対価として獲得したものであり、女性にだけ無条件で参政権を与えることを目指した近代の婦人運動は、明らかに間違っていた。女性参政権が浸透した現代における男性のみの徴兵は、権利と義務の均衡を失っているという観点からも不当である。
- 経済力の男女差は両性の収入ではなく支出をもとにして算出すべきである。一般的な夫婦の場合、金銭を稼ぐのは夫だが用途の決定権は妻が握っている。
- 男性が多数を占める地位・階層は政治家や経営者だけではない。兵士、土木作業員、自殺者、戦死者、過労死者、野宿生活者の多数もまた男性である。
- 男女の平均寿命の差異は、生物学的な要因のみならず、上述の社会学的な事情も深く関係している。
- 男女がともに不利益をこうむっている社会問題について、さも女性だけが苦しんでいるかのように述べるのは間接差別である。ファレルは家庭内暴力などの被害者を女性に限定して議論を進めることを批判し、こうした議論が不当な立法や行政を促進していると指摘した。

男性差別の存在は19世紀の末から指摘されていたが、マスキュリズムが大規模な社会運動として台頭したのは1970年代である。この運動の推進者の一人であるメル・フェイトは、アメリカ合衆国での台頭の原因について、フェミニズムによって性差別という概念が一般化したところへベトナム戦争の勃発による徴兵が行われ、それによって男性のみが不当に不利益を課されているという認識が広まり、男性の意識が覚醒したためだという見解を示している。
戦前にはイギリスの左翼系知識人が主軸となって推進していたが、現在では上述の経緯からアメリカ合衆国が運動の中心である。また、フェミニズムが世間一般に広まり様々な人々に浸透したように、マスキュリズムも思想の右左を問わず広く浸透し、様々な考え方や立場がある事から、従来の思想の垣根を越えた面を見せる。

## 著名なマスキュリスト
海外
- ワレン・ファレル - マスキュリズムの主唱者。

日本
- 千葉展正 - 評論家。
- 久米泰介 - 翻訳家。

## 関連文献
- 『現代思想2019年2月号　特集＝「男性学」の現在』青土社、2019年1月。ISBN 978-4-7917-1376-9。